# The Little Giant

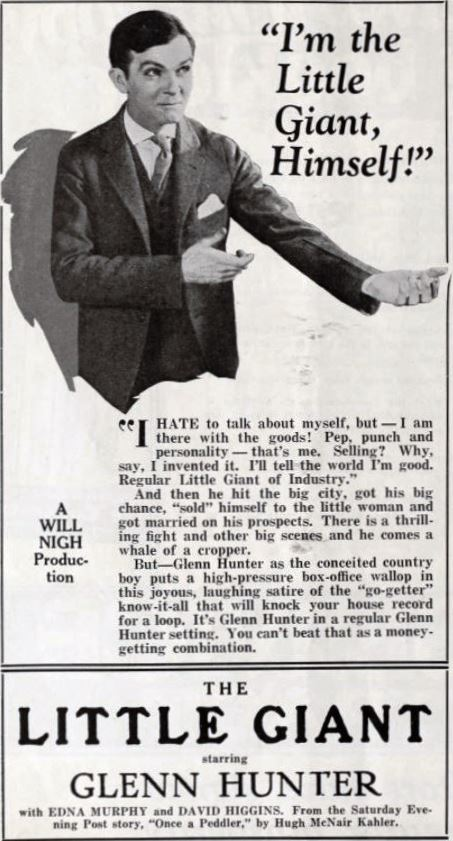
Annonce pour le film dans Universal Weekly.

The Little Giant est un film américain muet en noir et blanc réalisé par William Nigh et sorti en 1926.

## Synopsis
Elmer Clinton, élevé par son oncle Clem, est nommé directeur commercial d'une grande entreprise de machines à laver. Il devient imbus de sa personne, et ceux qui l'entourent se plient à cet orgueil par la flatterie. Royce Enfield, le fils du propriétaire de l'entreprise, s'emploie à essayer de le ruiner, et toutes ses campagnes marketing sont des échecs. Elmer et sa femme Myra vivent au-dessus de leurs moyens et se disputent. Clem vend tranquillement plusieurs machines à laver à côté. Elmer découvre que Royce l'a doublé et l'affronte dans un combat. Elmer se débarrasse des parasites qui le flattait, améliore son marketing et augmente les ventes sur la base de ce que Clem lui a appris, et finalement se réconcilie avec sa femme.

## Fiche technique
- Réalisation : William Nigh
- Scénario : Walter DeLeon
- Producteur : Carl Laemmle
- Photographie : Sidney Hickox
- Production : Universal Pictures
- Format : Noir et blanc
- Son : Muet
- Genre : Comédie
- Durée: 70 minutes (7 bobines)[1]
- Date de sortie :
  - États-Unis : 2 janvier 1926

## Distribution
- Glenn Hunter : Elmer Clinton
- Edna Murphy : Myra Clinton
- David Higgins : Uncle Clem
- James Bradbury Jr. : Brad
- Jean Jarvis : Olga
- Leonard Meeker : Royce Enfield
- Louise Mackintosh : Mrs. Dansey
- Tom McGuire : Mr. Dansey
- Dodson Mitchell as Mr. Enfield
- Peter Raymond : Dr. Porter